# Anthrenus groehni
Anthrenus groehni is een keversoort uit de familie spektorren (Dermestidae). De wetenschappelijke naam van de soort werd in 2006 gepubliceerd door Háva, Prokop & Herrmann.